# Bitterne
Bitterne – dzielnica w Southampton, w Anglii, w Hampshire, w dystrykcie (unitary authority) Southampton. Leży 3 km od centrum miasta Southampton, 16,8 km od miasta Winchester i 111 km od Londynu. W 1921 roku civil parish liczyła 3882 mieszkańców.